# Психологическая саморегуляция
Психологическая (психическая) саморегуляция (ПСР) — управление поведением или деятельностью субъекта и саморегуляция его наличного состояния с помощью использования психических средств отражения и моделирования реальности.
Существует и более узкая трактовка понятия психической саморегуляции, акцентирующая внимание на последней части определения — саморегуляции актуального состояния человека. В этом случае ПСР рассматривается как «регуляция различных состояний, процессов, действий, осуществляемых самим организмом с помощью своей психической активности» или как «воздействие человека на самого себя с помощью слов и соответствующих мысленных образов».
В процессе саморегуляции человек может достичь трёх эффектов: успокоение (устранение эмоциональной напряжённости), восстановление (ослабление утомления) и активизацию (повышение психофизиологической реактивности). При этом основная цель психической саморегуляции — выполнение деятельности и управление актуальным состоянием.

## Уровни саморегуляции
Психологическая саморегуляция характеризуется многоуровневостью своего строения.
В зависимости от степени осознанности выделяют 3 уровня ПСР:
1. Непроизвольная, неосознаваемая;
2. Произвольная, осознаваемая;
3. Частично осознаваемая.

Успешность и оптимальность ПСР при этом определяется сбалансированностью работы механизмов всех уровней.
Неосознаваемые механизмы саморегуляции поддерживают состояние человека на необходимом уровне, отвечающем требованиям среды. Однако со временем ресурсы для автоматической корректировки истощаются и возникает необходимость осознанной регуляции своего состояния и восстановления работоспособности.
Осознанная саморегуляция — это психологическое средство, которое необходимо для успешного достижения целей в определённом виде деятельности.
Осознанная саморегуляция является метаресурсом, который включает такие универсальные и специальные компетенции человека, которые способствуют осознанной и самостоятельной способности выдвигать цели и управлять их достижением.
Данные компетенции имеют в качестве своей дифференциальной основы когнитивные особенности человека, помимо этого — особенности темперамента, характера и самосознания человека, мобилизуя, интегрируя и опосредствуя их влияние непосредственно на поведение человека.

## Приёмы саморегуляции
Различают вербальные и невербальные приёмы саморегуляции.
К вербальным приёмам относятся:
1. Самовнушение — психологический процесс осознанного или неосознанного воздействия на подсознание через органы чувств.
2. Самоубеждение — способность сознательно воздействовать на личностные установки, убеждая себя в чем-то с помощью логических доводов и аргументов.
3. Самоанализ — обращение внимания на самого себя или на своё сознание, а также на продукты собственной активности с последующим их переосмыслением.
4. Анализ ситуации.

К невербальным приёмам относятся:
1. Упражнения, направленные на дыхание;
2. Упражнения, направленные на переключение внимания;
3. Различные физические упражнения;
4. Визуализация.

Психическая саморегуляция является совокупностью обоих приёмов, которые используются последовательно для повышения эффективности саморегуляции.

## Развитие навыков саморегуляции
Освоение приёмов ПСР происходит в процессе овладения культурными и гигиеническими навыками, в ходе игровой, учебной и трудовой деятельности, а также в процессе общения. При этом специфика навыков саморегуляции зависит от условий социальной среды и содержания деятельности, которой занимается человек.
В случае необходимости развития дополнительных навыков ПСР процесс работы включает в себя следующие аспекты:
1. Психодиагностику (диагностика психологических особенностей человека);
2. Психопрофилактику (повышение устойчивости к воздействию значимых факторов);
3. Психокоррекцию (совершенствование жизненно важных качеств и стиля деятельности, оптимизация психических состояний).

Развитие психической саморегуляции должно происходить осознанно с учётом всех личностных особенностей и возможностей. В экстремальных условиях стоит особенно учитывать, насколько сильно эти условия влияют на человека и его функциональное состояние, а также все их особенности, определяющие наиболее эффективное развитие навыков ПСР.

## Саморегуляция функциональных состояний
Психологическую саморегуляцию можно рассматривать как один из методов оптимизации функционального состояния (ФС). Ключевое значение эффективной саморегуляции ФС в поддержании профессиональной успешности наиболее ярко проявляется при существовании продолжительных периодов повышенной напряженности труда, требующих от профессионалов стабильного функционирования адаптационных ресурсов.
Критериями эффективности работы ресурсов саморегуляции в таком случае будут являться:
1. Профессиональная успешность;
2. Удовлетворенность работой;
3. Отсутствие признаков хронических ФС и профессионально-личностных деформаций.